# Frankfurter Wörterbuch
Das Frankfurter Wörterbuch ist ein wissenschaftliches Wörterbuch der Frankfurter Mundart, wie sie im Stadtgebiet von Frankfurt am Main vom 19. Jahrhundert bis etwa 1945 gesprochen wurde. Es erschien in 18 Lieferungen von 1971 bis 1985, eine vollständige Gesamtausgabe in sechs Bänden erschien 1988.

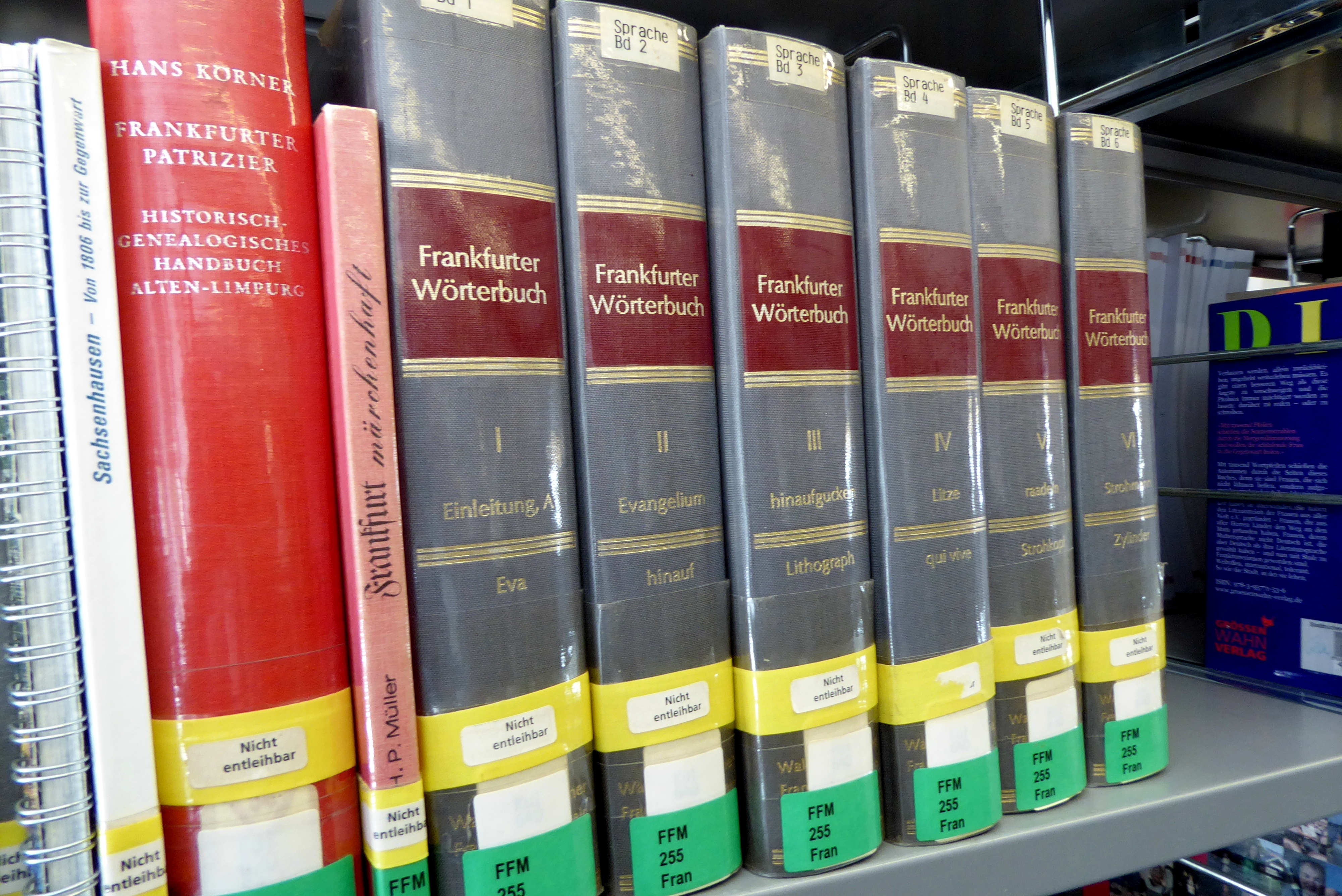
Das Frankfurter Wörterbuch

## Typus
Das Frankfurter Wörterbuch folgt im Aufbau den beiden benachbarten großlandschaftlichen Dialektwörterbüchern, dem Hessen-Nassauischen Wörterbuch und dem Südhessischen Wörterbuch. Die Reihenfolge der Stichwörter folgt dem Alphabet nach der standarddeutschen Schreibweise des Duden oder des Deutschen Wörterbuches. Reine Dialektwörter werden nicht in standarddeutsche Schreibweise übertragen, wo möglich wird auf das entsprechende standarddeutsche Wort verwiesen, beispielsweise  Bernem → Bornheim. Ähnliches gilt für fremdsprachliche Lemmata (Bawerett oder Bawerettche → Bavolet, ein Nackenschleier am Damenhut).
Die einzelnen Artikel sind nach den verschiedenen Bedeutungen des dargestellten Wortes gegliedert und enthalten auch Phraseologismen. Beispielsweise ist der Artikel Bauer wie folgt aufgebaut: 1. Landwirt, 2. grober, unhöflicher Mensch, 3. einfacher, ungebildeter Mensch, 4. übertragen: Kalter Bauer (Spermaflecken in der Bettwäsche), 5. Sprichwort: Glück haben (Je dümmer der Bauer, desto dicker die Kartoffeln), 6. Kinderreime. Der jeweiligen Worterklärung folgen die Belegstellen, gefolgt von eventuellen Verweisen auf weiterführende Stichwörter (→ Dreckbauer → Kerschelbauer).
Die phonetische Umschreibung der Mundart-Lemmata folgt im Wesentlichen der Teuthonista. Sie stammt von den Herausgebern; auf die genauen phonetischen Belege, die Oppel und Rauh hinterlassen hatten, wurde verzichtet.

## Geschichte
Der Plan zu einem Frankfurter Wörterbuch gehörte zu den ersten Projekten, die mit städtischer Unterstützung an der 1914 gegründeten Frankfurter Universität in Angriff genommen wurden. Friedrich Panzer, seit 1905 Professor an der Akademie für Sozial- und Handelswissenschaften und 1911 bis 1913 deren Rektor, begann 1911 mit den Vorarbeiten, musste das Projekt aber bei Ausbruch des Ersten Weltkriegs einstellen. Sein Doktorand Hans Ludwig Rauh führte das Werk ab 1921 fort, das jedoch schon 1922 infolge der Inflation erneut zum Stillstand kam. Erst 1937 sorgte der 1932 auf den Frankfurter Lehrstuhl für Deutsche Philologie berufene Julius Schwietering für eine Wiederbelebung des Projekts Frankfurter Wörterbuch. Rauh wurde im August 1939 Leiter des Forschungsprojektes, für das die Preußische Akademie der Wissenschaften das Patronat übernommen und die Stadt Frankfurt eine Stelle und Räumlichkeiten in der Alten Stadtbibliothek zur Verfügung gestellt hatte.
Anfang 1945 lagerte Rauh sein Archiv in ein Landschulheim der Stadt Frankfurt in Endbach im Hessischen Hinterland aus, wo er im März 1945 starb. Ein großer Teil seiner Arbeitsunterlagen ging verloren, nur der Zettelkasten mit 130.000 Einträgen blieb erhalten und kam 1945 zurück an die Frankfurter Universität, wo er im Institut für Volkskunde verwahrt wurde. Etliche der von Rauh genutzten und nur teilweise exzerpierten Quellen waren bei den Luftangriffen auf Frankfurt am Main verloren gegangen und konnten nur teilweise wiederbeschafft werden.
Am 1. Oktober 1968 begann die Arbeit an der Herausgabe des Wörterbuches unter der Leitung des neuen Institutsleiters Wolfgang Brückner. Zu den Bearbeitern gehörten vor allem Rainer Alsheimer, Rosemarie Schanze und Hans-Otto Schembs. 1971 erschien die erste Lieferung im Frankfurter Verlag Waldemar Kramer, der bis 1985 17 weitere folgten. 1988 erschien die Gesamtausgabe in sechs Bänden sowie ein Registerband.